# Flugplatz Ajdovščina

i8
i11
i13

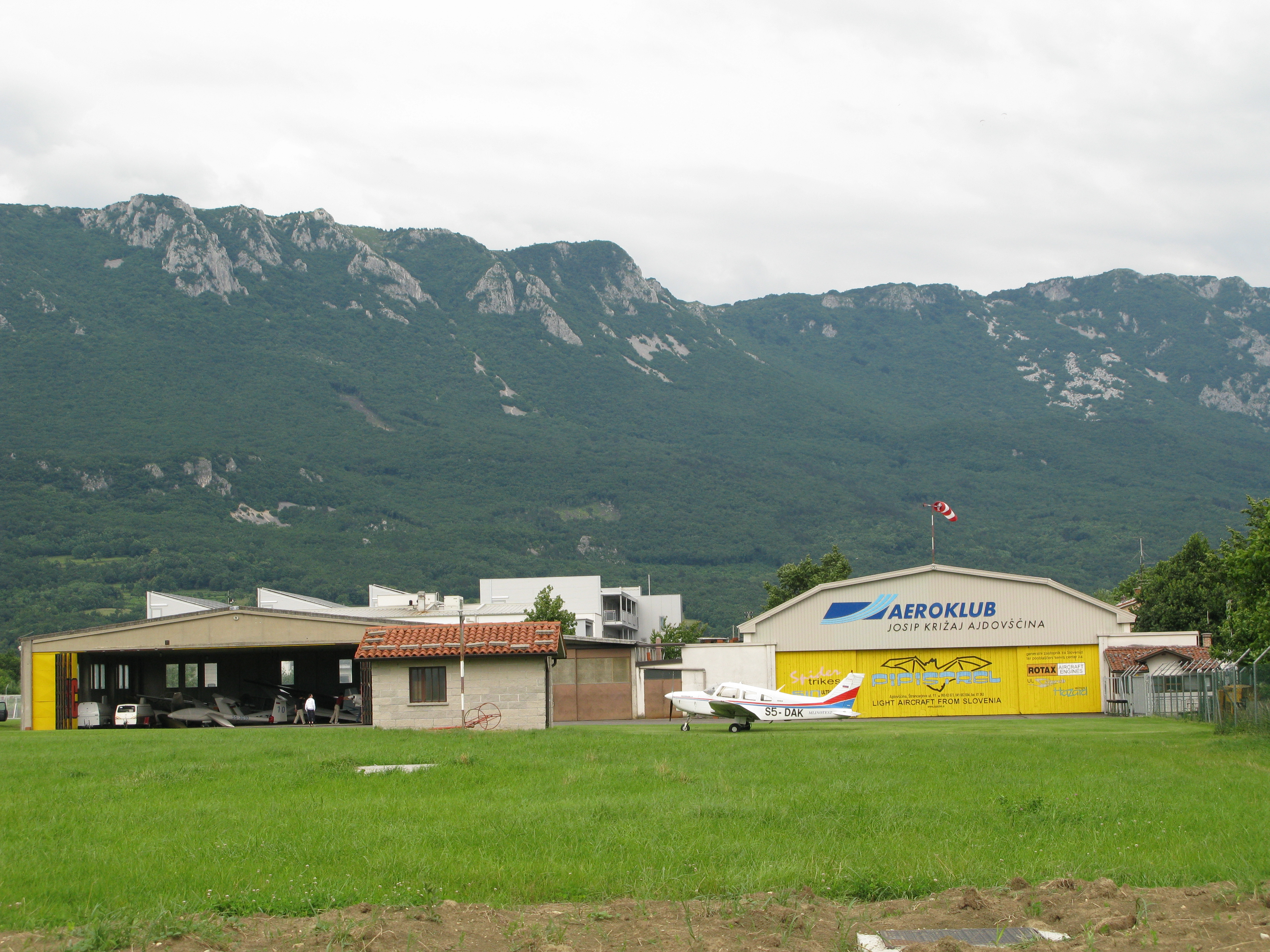
Hangars am Flugplatz

Der Flugplatz Ajdovščina (slowenisch Letališče Ajdovščina, ICAO-Code: LJAJ) ist der Flugplatz der slowenischen Stadt Ajdovščina. Er dient vornehmlich dem Luftsport und dem Tourismus. Außerdem nutzt Pipistrel, ein slowenischer Hersteller von Ultraleichtflugzeugen, den Flugplatz seit den 1990er Jahren als Testgelände und seit 2002 als Werksflugplatz und Produktionsstätte.

## Lage und Infrastruktur
Der Flugplatz liegt auf einer Höhe von 116 m AMSL und grenzt direkt an den westlichen Teil des Stadtgebietes an. Er verfügt über eine Graspiste mit den Abmessungen 1000 × 67 m, die in ost-westlicher Richtung ausgerichtet ist (08/26). Südlich der Bahn befindet sich eine große Rasenfläche, die zur Landung von Hubschraubern und Fallschirmspringern vorgesehen ist, Tower und Hangars sowie eine kleine Start- und Landebahn für Flugmodelle.

## Flugbetrieb
In Ajdovščina finden ausschließlich Flüge nach Sichtflugregeln statt. Luftfahrzeuge – zugelassen sind Flugzeuge, Drehflügler, Segelflugzeuge, Fallschirme und Ultraleichtflugzeuge – dürfen ein Höchstabfluggewicht von 5000 kg nicht überschreiten.